# Vilhelm Peter Schulin
Vilhelm Peter greve Schulin (født 17. september 1849 på Rindomgård, Ringkøbing, død 21. september 1922 på Frederiksberg) var dansk kammerherre og amtmand.
Han var søn af kammerherre, lensgreve Johan Sigismund Schulin og hustru Charlotte f. Zeuthen, blev student fra Frederiksborg lærde Skole 1867, cand. jur. 1873, assistent i Indenrigsministeriet 1875, fuldmægtig 1883, amtmand i Thisted Amt 1890-1900, Holbæk Amt 1900-1906 og Frederiksborg Amt 1906-1919. Han var Kommandør af 1. grad af Dannebrog og Dannebrogsmand og formand i repræsentantskabet for Hillerød-Frederiksværk Jernbaneselskab.
| Efterfulgte: Conrad Fabritius de Tengnagel | Amtmand over Thisted Amt 1890 - 1900       | Efterfulgtes af: Johan Frederik Simony |
| Efterfulgte: Nicolai Reimer Rump           | Amtmand over Holbæk Amt 1900 - 1906        | Efterfulgtes af: Emil Ammentorp        |
| Efterfulgte: Vilhelm Wedell-Wedellsborg    | Amtmand over Frederiksborg Amt 1906 - 1919 | Efterfulgtes af: ?                     |